# Association Sportive de Bamako
O Association Sportive de Bamako é um clube de futebol com sede em Bamako, Mali. A equipe compete no Campeonato Malinês de Futebol.

## História
O clube foi fundado em 1999.